# Весола (Березівський повіт)
Весола (пол. Wesoła) — село на Закерзонні, у гміні Нозджець, Березівського повіту Підкарпатського воєводства, у південно-східній частині Польщі. Населення — 1760 осіб (2011).

## Розташування
Розташоване приблизно за 9 км на захід від адміністративного центру ґміни села Ніздрець, за 13 км на північ від повітового центру Березова і за 27 км на південь від воєводського центру Ряшева.

## Історія
Вперше згадується в 1462 р.
Село знаходиться на заході Надсяння, де внаслідок примусового закриття церков у 1593 р. українське населення зазнало латинізації та полонізації. У 1893 р. в селі було 278 будинків і 1649 жителів. На 1936 р. рештки українського населення належали до греко-католицької парафії Глідно Динівського деканату Апостольської адміністрації Лемківщини. Село належало до Березівського повіту Львівського воєводства.
У 1975—1998 роках село належало до Кросненського воєводства.

## Демографія
Демографічна структура станом на 31 березня 2011 року:
|          | Загалом | Допрацездатний вік | Працездатний вік | Постпрацездатний вік |
| -------- | ------- | ------------------ | ---------------- | -------------------- |
| Чоловіки | 880     | 150                | 568              | 162                  |
| Жінки    | 880     | 161                | 434              | 285                  |
| Разом    | 1760    | 311                | 1002             | 447                  |